# Troy (Tennessee)
Troy és una població dels Estats Units a l'estat de Tennessee. Segons el cens del 2000 tenia 1.273 habitants.

## Demografia
Segons el cens del 2000, Troy tenia 1.273 habitants, 533 habitatges, i 367 famílies. La densitat de població era de 346,1 habitants/km².
Dels 533 habitatges en un 30,4% hi vivien nens de menys de 18 anys, en un 55,5% hi vivien parelles casades, en un 10,3% dones solteres, i en un 31,1% no eren unitats familiars. En el 28% dels habitatges hi vivien persones soles el 13,7% de les quals corresponia a persones de 65 anys o més que vivien soles. El nombre mitjà de persones vivint en cada habitatge era de 2,39 i el nombre mitjà de persones que vivien en cada família era de 2,89.
Per edats la població es repartia de la següent manera: un 23,4% tenia menys de 18 anys, un 9% entre 18 i 24, un 28,8% entre 25 i 44, un 23,5% de 45 a 60 i un 15,3% 65 anys o més.
L'edat mediana era de 36 anys. Per cada 100 dones de 18 o més anys hi havia 85,7 homes.
La renda mediana per habitatge era de 30.664 $ i la renda mediana per família de 38.500 $. Els homes tenien una renda mediana de 28.594 $ mentre que les dones 20.208 $. La renda per capita de la població era de 15.255 $. Entorn del 12,5% de les famílies i el 14,6% de la població estaven per davall del llindar de pobresa.

## Poblacions més properes
El següent diagrama mostra les poblacions més properes.